# Dampa Tiger Reserve
Dampa Tiger Reserve är ett viltreservat i Bangladesh. Det ligger i den östra delen av landet, 210 km öster om huvudstaden Dhaka.
I omgivningarna runt Dampa Tiger Reserve växer i huvudsak städsegrön lövskog. Runt Dampa Tiger Reserve är det ganska glesbefolkat, med 23 invånare per kvadratkilometer.